# Helianthemum syriacum
Hélianthème de Syrie, Hélianthème à feuilles de lavande
Espèce
Classification phylogénétique
L’Hélianthème de Syrie ou Hélianthème à feuilles de lavande (Helianthemum syriacum) est une petite plante à fleurs appartenant à la famille des Cistacées et au genre Helianthemum.

## Synonyme
- Helianthemum lavandulifolium auct. non Mill., 1768

## Description
Plante haute de 10 à 50 cm aux feuilles de couleur grisâtre, enroulées sur les bords, aux fleurs à cinq pétales jaunes rassemblées en courtes grappes, .
La floraison a lieu d'avril à juin.

### Écologie et habitat
C'est une plante des garrigues et des terrains rocheux.
En France elle est présente dans le Var et les Bouches-du-Rhône.

### Fruit et graines
Le fruit est une capsule.

## Protection
Ce taxon est protégé (liste nationale - Annexes I et II).